# بول بونهوم
بول بونهوم (بالإنجليزية: Paul Bonhomme)‏ (من مواليد 22 سبتمبر 1964) وهو طيار بريطاني ومدير سباق فريق بونهوم والأبطال العالميين في بطولة ريد بول الجوية العالمية الحالية لعام 2015.

## عمله
ولد بول بونهوم لعائلة من الطيارين. كان والده طيارًا في شركة طيران وكانت والدته تعمل مضيفة طيران وشقيقه طيار تجاري.
بدأت مهنة بونهوم للطيران في عام 1980 في وايت والاثام ايرفيلد كحارس عام وكان يقوم بتنظيف الطائرات وتلميعها ويقوم بتزويد الطائرات بالوقود.
في سن ال 18 حصل على رخصة الطيران الخاصة به قرب دالاس تكساس وأصبح بعد ذلك مدرب طيران. وفي عام 1987 انضم إلى شركة "Air Cymru  وهي شركة طيران مستأجرة من ويلز ، كانت تطير بطائرة بوينغ 737. وهو الآن يتنقل كقائد لطائرة بوينغ 747 لشركة الخطوط الجوية البريطانية.
بدأ بول مهنة الأكروبات في عام 1986. وقام بأكثر من 650 عرضًا عامًا وحلّق بالطائرات المقاتلة القديمة لشركة "The Old Flying Machine Company" في دوكسفورد ايرودروم.
قاد بول الطائرات الأتية: هوكر هوريكان، كورتيس بيه-40 وارهوك، غرومان إف 4 إف ويلدكات، إف 6 إف هيلكات، إف 8 إف بيركات، بيل بي-63 كينغ كوبرا، ودوغلاس إيه-1 سكاي رايدر.
منذ عام 1994 ، كان يقوم بطرح عروض تشكيلات حول العالم مع زميله في السباق الجوي ومع المعلق التلفزيوني ستيف جونز. فازوا بثلاث ميداليات ذهبية وميدالية فضية في سلسلة FAI. وقد شارك في بطولة العالم لسباق ريد بول الجوي منذ إنشائه في عام 2003 حيث حقق رقمًا قياسيًا لا مثيل له من 46 سباق من أصل 65 سباق.

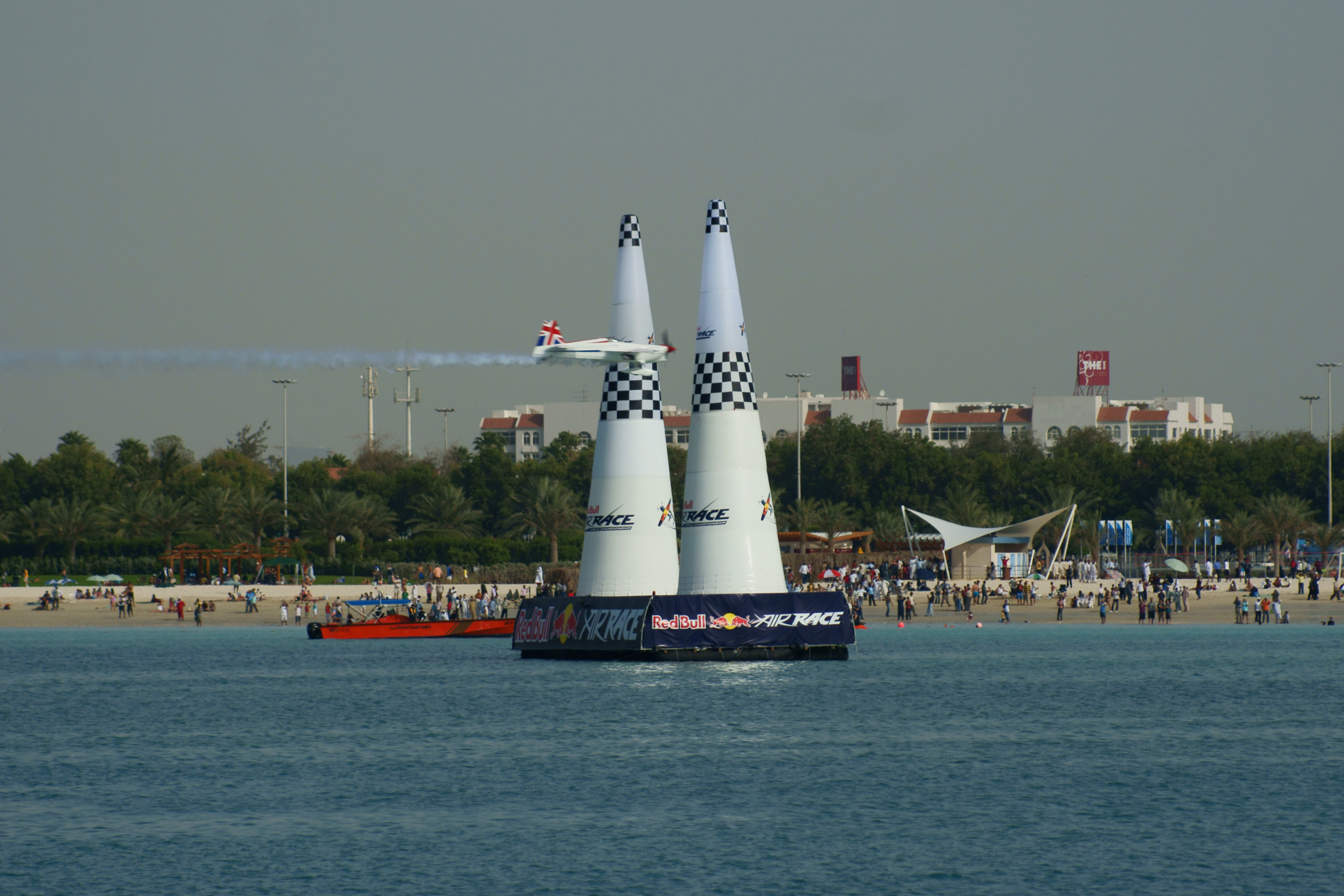
بونهوم في سباق ريد بول الجوي 2010

## جوائز
في عام 2010 ، حصل بول على جائزة النقابة من قبل نقابة الطيارين والملاحين الجويين.

## حياته الشخصية
من هوايات بونهوم: التحليق بالطائرة الهليكوبتر الخاصة به روبنسون آر22. وهو متزوج ولديه ثلاث بنات ، ويعيش في جنوب كامبردجشاير بإنجلترا.
| بول بونهوم في بطولة ريد بول الجوية العالمية | بول بونهوم في بطولة ريد بول الجوية العالمية | بول بونهوم في بطولة ريد بول الجوية العالمية | بول بونهوم في بطولة ريد بول الجوية العالمية | بول بونهوم في بطولة ريد بول الجوية العالمية | بول بونهوم في بطولة ريد بول الجوية العالمية | بول بونهوم في بطولة ريد بول الجوية العالمية | بول بونهوم في بطولة ريد بول الجوية العالمية | بول بونهوم في بطولة ريد بول الجوية العالمية | بول بونهوم في بطولة ريد بول الجوية العالمية | بول بونهوم في بطولة ريد بول الجوية العالمية | بول بونهوم في بطولة ريد بول الجوية العالمية | بول بونهوم في بطولة ريد بول الجوية العالمية | بول بونهوم في بطولة ريد بول الجوية العالمية | بول بونهوم في بطولة ريد بول الجوية العالمية | بول بونهوم في بطولة ريد بول الجوية العالمية |
| السنة                                       | 1                                           | 2                                           | 3                                           | 4                                           | 5                                           | 6                                           | 7                                           | 8                                           | 9                                           | 10                                          | 11                                          | 12                                          | النقاط                                      | الفوز                                       | الترتيب                                     |
| ------------------------------------------- | ------------------------------------------- | ------------------------------------------- | ------------------------------------------- | ------------------------------------------- | ------------------------------------------- | ------------------------------------------- | ------------------------------------------- | ------------------------------------------- | ------------------------------------------- | ------------------------------------------- | ------------------------------------------- | ------------------------------------------- | ------------------------------------------- | ------------------------------------------- | ------------------------------------------- |
| 2003                                        | المركز الثالث                               | المجر                                       |                                             |                                             |                                             |                                             |                                             |                                             |                                             |                                             |                                             |                                             | 0                                           | 0                                           |                                             |
| 2004                                        | المركز السادس                               | المركز السابع                               | المركز السادس                               |                                             |                                             |                                             |                                             |                                             |                                             |                                             |                                             |                                             | 2                                           | 0                                           | المركز الثامن                               |
| 2005                                        | المركز السادس                               | المركز السابع                               | المركز الثالث                               | المركز الثالث                               | المركز الخامس                               | المركز الثالث                               | المركز الخامس                               |                                             |                                             |                                             |                                             |                                             | 17                                          | 0                                           | المركز الخامس                               |
| 2006                                        | المركز السابع                               | المركز الثامن                               | المركز السادس                               | روسيا                                       | المركز الثاني                               | المركز الثاني                               | المركز الأول                                | المركز الثالث                               | المركز الثاني                               |                                             |                                             |                                             | 26                                          | 1                                           | المركز الرابع                               |
| 2007                                        | المركز الثالث                               | المركز الأول                                | المركز الثاني                               | المركز الثاني                               | إسبانيا                                     | المركز الأول                                | المركز الثاني                               | المركز الثالث                               | المركز الثالث                               | المركز الأول                                | المكسيك                                     | المركز الخامس                               | 47                                          | 3                                           | المركز الثاني                               |
| 2008                                        | المركز الأول                                | المركز الأول                                | المركز الثاني                               | السويد                                      | المركز الأول                                | المركز السابع                               | المركز الثالث                               | المركز العاشر                               | إسبانيا                                     | المركز الأول                                |                                             |                                             | 54                                          | 4                                           | المركز الثاني                               |
| 2009 ‏                                       | المركز الثاني                               | المركز الثاني                               | المركز الأول                                | المركز الثاني                               | المركز الأول                                | المركز الأول                                |                                             |                                             |                                             |                                             |                                             |                                             | 67                                          | 3                                           | المركز الأول                                |
| 2010 ‏                                       | المركز الأول                                | المركز الثالث                               | المركز الثالث                               | المركز الثاني                               | المركز الأول                                | المركز الثاني                               | المجر                                       | البرتغال                                    |                                             |                                             |                                             |                                             | 64                                          | 2                                           | المركز الأول                                |
| 2014                                        | المركز الأول                                | المركز الثاني                               | المركز الخامس                               | المركز الخامس                               | المركز الأول                                | المركز الخامس                               | الولايات المتحدة                            | المركز الخامس                               |                                             |                                             |                                             |                                             | 51                                          | 2                                           | المركز الثالث                               |
| 2015                                        | المركز الأول                                | المركز الأول                                | المركز الثامن                               | المركز الثاني                               | المركز الأول                                | المركز الثاني                               | المركز الأول                                | المركز الثاني                               |                                             |                                             |                                             |                                             | 76                                          | 4                                           | المركز الأول                                |

## وصلات خارجية
- Home page of Paul Bonhomme
- Channel 4
- Aerobatic displays
- Aerobatics website
- Red Bull Air Race World Series official website

| مناصب رياضية   | مناصب رياضية                        | مناصب رياضية           |
| -------------- | ----------------------------------- | ---------------------- |
| سبقه هانس آرك  | بطولة ريد بول الجوية للسباق العالمي | تبعه نايجل لامب (2014) |
| سبقه ألان مكنش | ' 2009                              | تبعه أدريان نيوي       |